# Id Software
id Software LLC es una compañía estadounidense de desarrollo de videojuegos. Su sede está en Mesquite (Texas, EE. UU.). La empresa fue fundada por cuatro miembros de la empresa Softdisk: los programadores John Carmack y John Romero, el diseñador de juegos Tom Hall y el artista gráfico Adrian Carmack. Es considerada la más influyente de las empresas desarrolladoras de videojuegos de la zona de Dallas, conocida como Dallas Gaming Mafia.

## Fundación
id Software nació en el seno de una revista mensual, Softdisk, donde John Romero trabajaba y a donde invitó a John Carmack tras ver algunos de sus primeros trabajos. Mientras ambos estaban en Softdisk, Apogee se interesó por el trabajo de Romero, al que le pidieron que programara un juego shareware para ellos. Romero aceptó la oferta y con una idea de Tom Hall nació Commander Keen. Pero el grupo aún no estaba completo, así que un día, Romero descubrió a Adrian Carmack, un dibujante que realizaba ilustraciones para la revista, y se lo llevó a su grupo para que hiciera las labores de grafista.
Una vez fuera de Softdisk, y tras el éxito de la primera entrega de Commander Keen, Apogee les pidió un juego en 3D. En esos momentos, John Carmack se encontraba trabajando en el que sería el primer motor 3D, el cual dio lugar a los dos primeros juegos de acción en tres dimensiones de la historia: Hovertank One y Catacomb 3-D. Pero estos dos pequeños hitos quedaron eclipsados por el que sería el auténtico padre del género, un juego basado en otro anterior aparecido para Apple II y que recibiría el nombre de Wolfenstein 3D. Wolfenstein ofrecía acción a raudales desde una perspectiva única para la época, y se presentaba con una temática atractiva para el jugador, lo que lo convirtió en un éxito inmediato.
Pero John Carmack no estaba del todo contento, y mientras sus compañeros se dedicaban a continuar el éxito de aquellas primitivas 3D con la secuela Spear of Destiny, él se encerró en su estudio para crear un nuevo motor que revolucionaría el mundo.
Varios meses después, el motor ya estaba en funcionamiento y una de sus primeras versiones sirvió para que Raven Software desarrollara Shadowcaster, pero el gran juego estaba por llegar. Carmack había creado todo un nuevo mundo en el que ahora era posible desplazarse hacia arriba y abajo, abriendo todo tipo de nuevas posibilidades tanto en el diseño de los niveles como en las situaciones de juego. Así que, con la consigna de crear un juego que hubiese sido imposible de crear con la tecnología anterior, todos se pusieron manos a la obra en una historia donde un solitario marine espacial tiene que sobrevivir a la invasión de su base por parte de seres salidos del mismo averno.

## Doom
Con su llegada, Doom introdujo todo tipo de novedades que, hasta ese momento, nunca se habían visto, o lo habían hecho con cuentagotas. El primer impacto al jugar a Doom era, sin lugar a dudas, su entorno 3D, algo nunca visto hasta el momento, ya que fue el primer juego en incorporar las distintas alturas en los niveles. Doom también puede calificarse como el punto de inicio de las actuales comunidades en línea. Ofrecía opciones para jugar en red o a través de un módem, permitiendo jugar con gente que viviese en cualquier lugar del mundo a sus modos Deathmatch o cooperativo, modos en los cuales también fue pionero. Doom además era un juego fácilmente modificable, con lo que empezaron a salir niveles creados por los jugadores, modificaciones de los sonidos e incluso sprites para convertirlo casi en un nuevo juego. La fiebre de los mapas para Doom fue tal que la propia id comercializó un editor de mapas y más tarde lanzó Ultimate Doom, el cual estaba creado completamente con el trabajo de los jugadores.

## Después deDoom
Después de Doom vino Doom II en 1994, mientras el original era versionado en distintas plataformas con versiones para Super Nintendo, 32x, Mac, Jaguar, etc. Después, la saga continuó con Ultimate Doom y Final Doom, pero muchas cosas cambiaron en ID Software. Romero se fue y creó Ion Storm (Daikatana y Deus Ex), mientras que John Carmack se quedaba en ID creando la que sería la siguiente revolución del género FPS: Quake. Finalmente, en 1997, y tras alcanzar más de quince millones de descargas, se liberó el código fuente del juego original, con lo que ahora es difícil encontrar un sistema que no tenga su versión de Doom, un juego que forjó un género y cambió el panorama del videojuego para siempre. En este mismo año, surge también Quake II, título cuyo motor fue utilizado por otras compañías para hacer juegos tales como Half-Life, Red Faction, Hexen II y Heretic II, entre muchos otros.
A finales del año 1999, ID saca otra parte del Quake, Quake III, hecho especialmente para deathmatch y multijugador, e innovando una vez más los motores gráficos para el resto de compañías de juegos, en los que destacan Serious Sam: The First Encounter y Return to Castle Wolfenstein de ID.
Durante ese tiempo saldría un duro rival en el género de los FPS para id: La saga compuesta por los juegos Unreal y Unreal Tournament, este último compitiendo directamente con Quake III.
En agosto de 2004, tras muchas especulaciones, sale finalmente Doom 3, la continuación y supuestamente título final de la saga con la que esta se cerraría. Nueve meses después saldría su expansión Doom 3: Resurrection Of Evil. Aquí ID profundiza más en la explotación gráfica del software para crear una nueva manera de jugar aún más terrorífica, y con más tensión que tiros. Este motor gráfico se usará más tarde en Quake 4 en 2005; y en un título de un proyecto inacabado del año 1997 llamado Prey, retomándose también con el motor de este y lanzándose finalmente en 2006.
Cabe destacar que durante el desarrollo de Doom 3, Trent Reznor, creador del grupo de música Nine Inch Nails y responsable hasta la fecha de los sonidos y música de los juegos de ID, deja de colaborar para la compañía, siendo este título de Doom el primero que carece de la maestría de este músico.
En 2005, John Carmack se plantea dejar la compañía para dedicarse más a sus proyectos espaciales de la NASA (Armadillo Aerospace) y a la creación de juegos para móviles, como es el caso de Doom RPG y Orcs & Elves con el que pretende seguir adelante en nuevos proyectos.
El último juego que ha lanzado esta empresa, junto con el apoyo de la empresa Splash Damage, es Enemy Territory: Quake Wars, usando como base la versión freeware Wolfenstein: Enemy Territory, y también un nuevo motor gráfico (ID Tech 5) en el que se desarrolló una nueva saga: Rage distribuido por Bethesda Softworks en 2011.

## Historia
Responsable de algunos de los más aclamados y vendidos videojuegos más críticos e importantes de todos los tiempos, el personal independiente de artistas, programadores y diseñadores de ID Software han estado oscilando el mundo de los juegos desde Mesquite, Texas desde 1991. Marcando el comienzo de una nueva era de entretenimiento interactivo con el género, la definición de éxitos de taquilla como Wolfenstein 3D, Doom y Quake, ID se ha asegurado un lugar en la historia de los videojuegos como uno de los padres de los videojuegos modernos.
Identificación de los juegos van más allá del estado de la técnica, la entrega de unos gráficos impresionantes, sin problemas de Internet de acción-líquido y hacia adelante-un sinnúmero de pensamiento técnico, artístico, y el perfeccionamiento de juego. De legitimar el modelo de distribución shareware y constitutivo de la PC como plataforma de juego formidable, al dar a luz a la comunidad mod e introducir a los fanes de juegos multijugador basados en Internet-, ID Software tiene, y continúa liderando el mundo del entretenimiento interactivo con el ejemplo.
Todo comenzó el 5 de mayo de 1991, cuando ID Software, recién llegado en los talones de su éxito con la serie de títulos del Comandante Keen, le dio al mundo de los juegos de PC una visión del futuro con el lanzamiento de una versión de prueba de Wolfenstein 3D. Una inyección de adrenalina pura, Wolfenstein 3D dio el empuje a los jugadores en un universo en primera persona frenético de la acción implacable que cambiaría para siempre la cara de los videojuegos.
Ampliamente reconocido como el shooter en primera persona original, Wolfenstein 3D fue incluido más tarde en el «Salón de la Fama» de Computer Gaming World por dar forma a la dirección general de la industria de los videojuegos.
Luego, el 10 de diciembre de 1993, ID lanza Doom al mundo. Una impresionante obra de técnica-que para la acción del corazón, el horror indecible y juegos pura felicidad, Doom anunció un cambio de paradigma en los videojuegos. Los juegos de PC se va a la corriente principal del «Hardcore».
Vendiendo millones de copias y realizando hasta decenas de millones de descargas de shareware, Doom es uno de los juegos de PC más populares de todos los tiempos. Y el impacto del título sobre el mundo del juego todavía se siente hasta hoy.
Con Doom, ID Software logró poner el modelo de distribución shareware en el mapa, con el galopante éxito del juego se saldó una deuda con el crecimiento de la distribución por Internet. La compañía ha continuado apoyando a los medios tradicionales y otros de distribución no shareware, que influyen en el mercado de las empresas manera popular y vende juegos de video.
Doom también introdujo los juegos multijugador a las masas, permitiendo a los jugadores competir en LAN de 4 jugadores o más y también competiciones de cabeza a cabeza.
ID Software no se detuvo ahí, el equipo de innovadores también proporcionó el código fuente de Doom a disposición de sus fanáticos, fomentando a los aspirantes a diseñadores de juegos para modificar el juego y crear sus propios niveles o "mods". Los aficionados son libres de distribuir sus mods del juego, siempre y cuando las actualizaciones se ofrezcan gratuitamente a otros entusiastas. La comunidad mod despegó, dando al juego, aparentemente la vida eterna a través de Internet. De hecho, id ha descubierto a muchos de sus empleados actuales y asociados para el desarrollo sobre la base de mods que se han creado y distribuido a través de Internet.
Doom y sus secuelas disfrutaron de enormes ventas en prácticamente en todas las plataformas de juegos disponibles - a partir de la Sega Genesis hasta la Game Boy Advance.
El siguiente salto cuántico en los juegos de PC vino de ID Software en 1996 con el lanzamiento de Quake. Sobre la base de un nuevo motor de gráficos, Quake fue el primer juego verdaderamente en 3D, permitiendo a los jugadores interactuar con el mundo virtual creado por id como nunca antes. Los jugadores son libres de mirar y moverse en cualquier dirección, lo que los diseñadores del juego de id dieron la libertad y la capacidad de crear entornos de inmersión increíble en esta epopeya, un jugador solo juego.
ID Software continúa la tradición de Quake, con Quake II en 1997. Apoyo multijugador para hasta 32 jugadores al mismo tiempo, Quake II fue un golpe decisivo para la empresa, vendiendo más de un millón de copias, a pesar de los altos requisitos de hardware. Por ahora, se había convertido en claro que los juegos de ID fueron motivo suficiente para mejorar, o incluso comprar, computadoras personales en casa.
En 1999, los tipos despreocupados de Mesquite más lejos unieron con fuerza su lugar en la ciencia de juego con la experiencia del nuevo "deathmatch", Quake III Arena y Quake III: Team Arena Add-on Pack. Diseñado para ser la experiencia multijugador definitiva, Quake III Arena se ha convertido en el estándar de factores para los jugadores profesionales y es el juego preferido de los torneos en todo el mundo. Un torneo de Quake III Arena es la pieza central de la QuakeCon, torneo anual de ID y LAN party, se juega cada verano cerca de la sede de la empresa en Mesquite. En los ganadores de la QuakeCon 2001 se ha dado un total de USS 50 000 en efectivo y premios.
En 2001 ID Software se asoció con Gray Matter Interactive y Nerve Software para desarrollar Return to Castle Wolfenstein, una adaptación del clásico original, Wolfenstein 3D. Construido alrededor del motor gráfico del Quake III: Arena, Return to Castle Wolfenstein introdujo una nueva generación de jugadores de la serie épica que comenzó todo. En sus primeros dos meses del lanzamiento, Return to Castle Wolfenstein logró vender más de un millón de unidades en todo el mundo, y ha sido ampliamente aclamado como uno de los mejores juegos de computadora de 2001.
La compañía también ha disfrutado de un éxito de licencias de su tecnología revolucionaria a otros desarrolladores. Hasta la fecha, los motores de los juegos de id llamado "ID Tech" han impulsado los títulos de éxito de otros productores, como Call of Duty, Soldier of Fortune, Half-Life, Medal of Honor: Allied Assault, Star Trek: Elite Force, Heretic, Hexen y mucho más.
En agosto de 2004, ID Software lanzó el siguiente capítulo en el legado Doom. Con un motor de juego nuevo, alucinante de John Carmack, trayendo una historia aterradora nueva basada en la obra de arte original.
Se puede mencionar que los juegos de ID Software han cambiado e influido completamente en la historia de los videojuegos. Son los que popularizaron el género de los FPS (First Person Shooter), de los juegos de primera persona. Han cambiado para siempre la forma de jugar de los videojuegos.
Microsoft anunció el 21 de septiembre de 2020 que había acordado adquirir ZeniMax por 7.500 millones de dólares, y que el acuerdo se cerraría en la segunda mitad de 2021. El 9 de marzo de 2021 se cerró la compra por parte de Microsoft.

## Herramientas de Programación
ID Software también es reconocida por sus destacados motores gráficos, los cuales han sido licenciados en varias ocasiones por otras compañías, para el desarrollo de videojuegos. 
Estas son algunas herramientas que ID Software ha desarrollado y que han tenido un impacto considerable en el mundo de los videojuegos:
- Quake Engine: Motor con el que se desarrolló Quake. Su código fue liberado bajo GPL.

- Quake II Engine: Motor con el que se desarrolló Quake II. Su código fue liberado bajo GPL.

- Quake III Engine: Motor con el que se desarrolló Quake III Arena. Su código fue liberado bajo GPL.

- Doom 3 Engine: Motor con el que se desarrolló Doom 3. Su código fue liberado bajo GPL.

En 2010, ID Software le cedió los derechos de Wolfenstein a MachineGames, quienes desarrollaron Wolfenstein: The New Order, un reinicio de la saga Wolfenstein. El juego fue distribuido por Bethesda Softworks (Que también es la distribuidora de ID Software) y lanzado en 2014. Un año después, en 2015, MachineGames lanzó Wolfenstein: The Old Blood, precuela al juego anterior. En 2016, ID finalmente lanzó un nuevo juego, simplemente titulado Doom, el cual fue distribuido por Bethesda. 
Doom y la saga Wolfenstein fueron un éxito, por lo que en 2017 salió Wolfenstein II: The New Colossus, la segunda entrega de la saga, la cual fue un éxito en ventas y en crítica. Por otro lado, ID se encontraba desarrollando Quake Champions, una nueva entrega de la saga Quake centrada en el multijugador, con muchos personajes con distintas habilidades (Entre ellos B.J Blazkowicz de la saga Wolfenstein y el Doom Slayer de Doom). 
Actualmente, ID Software se encuentra mejorando Quake Champions, mientras que en el E3 2018 Bethesda anunció Doom eternal (Secuela de DOOM 2016) y Wolfenstein: Youngblood, así como el lanzamiento oficial de Quake Champions, saliendo finalmente del estado de acceso anticipado.

## Videojuegos
ID Software es la creadora de algunos de los videojuegos más famosos, principalmente en el género de disparos en primera persona (FPS).

### Desarrollados
- Dangerous Dave (1988)
- Commander Keen
  - Episode 1: Marooned on Mars (1990)
  - Episode 2: The Earth Explodes (1991)
  - Episode 3: Keen Must Die (1991)
  - Keen Dreams (1991)
  - Episode 4: Secret of the Oracle (1991)
  - Episode 5: The Armageddon Machine (1991)
  - Episode 6: Aliens Ate My Baby Sitter (1991)
- Dangerous Dave in the Haunted Mansion (1991)
- Rescue Rover (1991)
- Rescue Rover 2 (1991)
- Shadow Knights (1991)
- Hovertank 3D (1991)
- Catacomb 3D: A New Dimension (1991) re-released as Catacomb 3-D: The Descent
- Wolfenstein 3D (1992)
  - Spear of Destiny (1992)
- Doom (1993)
  - The Ultimate Doom (1995)
- Doom II: Hell on Earth (1994)
  - Master Levels for Doom II (1995)
  - Final Doom (1996)
- Quake (1996)
- id Anthology (1996)
- Quake II (1997)
- Quake III Arena (1999)
  - Quake III: Team Arena (2000)
- Doom: Collector's Edition (2001)
- Doom 3 (2004)
- Doom Classic (2009)
- Quake Live (2010)
- RAGE HD (2010)
- Rage (2011)
- Doom (2016)
- Doom Eternal (2020)
- Doom: The Dark Ages (2025)

### Editados o producidos
- Heretic — Raven Software (1994)
- Hexen — Raven Software (1995)
- Hexen II — Raven Software (1997)
- Towers of Darkness: Heretic, Hexen & Beyond (1997)
- Quake expansion packs
  - Scourge of Armagon — Ritual Entertainment (1997)
  - Dissolution of Eternity — Rogue Entertainment (1997)
  - Quake: The Offering (1998)
- Quake II expansion packs
  - The Reckoning — Gray Matter Interactive (1998)
  - Ground Zero — Rogue Entertainment (1998)
  - Quake II: Quad Damage (1999)
- Return to Castle Wolfenstein — Gray Matter Interactive, Nerve Software (multiplayer) (2001)
- Wolfenstein: Enemy Territory — Splash Damage (2003)
- Doom 3: Resurrection Of Evil — Nerve Software (2005)
- Quake 4 — Raven Software (2005)
- Doom RPG — Fountainhead Entertainment (2005)
- Orcs & Elves — Fountainhead Entertainment (2006)
- Enemy Territory: Quake Wars — Splash Damage (2007)
- Orcs & Elves II - Fountainhead Entertainment (2007)
- Wolfenstein RPG — Electronic Arts (2008)
- Doom Resurrection — Escalation Studios (2009)
- Wolfenstein — Raven Software (2009)
- Doom II RPG - Fountainhead Entertainment (2009)